# Stan Greenberg
Stanley Bernard „Stan“ Greenberg (* 10. Mai 1945) ist ein US-amerikanischer Wahlkampfmanager. Sein Spezialgebiet ist die strategische Planung von Politik.

## Leben und Werk
Greenberg ist Mitglied der Demokratischen Partei. Er berät Parteien im Hinblick auf ihre Öffentlichkeitsarbeit und interne Kommunikation. Unter anderem hat er die Kampagnen von Ehud Barak, Bill Clinton, John Kerry und Al Gore mitkonzipiert. In Europa war er Berater von Tony Blair und Gerhard Schröder.
1999 gründete er gemeinsam mit James Carville, Bob Shrums (GCS) und Tal Silberstein das PR-Unternehmen GCS Issue Management Ltd. in Israel. Ab 2001 beriet dieses Unternehmen die SPÖ. Die Gründung eines GCS-Büros in Wien mit Silberstein als Leiter wurde auf Grund der Niederlage der SPÖ bei der Nationalratswahl 2002 nicht weiter verfolgt.
Greenberg studierte an der Miami University Politologie. Einen Ph.D. erlangte er an der Harvard University. Er war von 1975 bis 1985 Dozent an der Yale University. Insbesondere die Regierungspolitik von Ronald Reagan (US-Präsident 1981 bis 1989) war ein Schwerpunkt seiner wissenschaftlichen Arbeit.
Bekannt wurde Greenberg durch die Konzeption der Wahlkampfkampagne 1992 für Bill Clinton (siehe Präsidentschaftswahl November 1992). Die Wahlkampfzentrale der Demokratischen Partei wurde als „war room“ bekannt (auch durch den im Dezember 1993 erschienenen Dokumentarfilm „The War Room“). 1996 wurde Clinton wiedergewählt.
Öffentlich kritisiert wurde er für seine Medienarbeit für den Mineralölkonzern BP. Die Versuche Greenbergs, BP nach der Ölpest im Golf von Mexiko 2010 als umweltfreundlich darzustellen, wurden heftig kritisiert. So hat Rahm Emanuel, Stabschef des Weißen Hauses unter US-Präsident Barack Obama, die Medienpolitik von BP in Anlehnung an Greenbergs Nachnamen als „greenwashing“ (Im Sinne von Schönfärberei) bezeichnet.
Im Rahmen seiner Tätigkeit für die österreichische SPÖ war Greenberg Spottobjekt von Angriffen von Jörg Haider:

„Der Häupl hat einen Wahlkampfstrategen, der heißt Greenberg … (lautes Lachen im Saal) … den hat er sich von der Ostküste einfliegen lassen! Liebe Freunde, ihr habt die Wahl, zwischen Spin-Doctor Greenberg von der Ostküste oder dem Wienerherz zu entscheiden … (tosender Applaus) … wir brauchen keine Zurufe von der Ostküste. Jetzt ist einmal genug (starker Applaus)“

Greenberg ist mit der Kongressabgeordneten Rosa DeLauro (* 1943) aus Connecticut verheiratet und lebt in New Haven.

## Bücher
- Politics and Poverty: Modernization and Response in Five Poor Neighborhoods (1974)
- Race and State in Capitalist Development: South Africa in Comparative Perspective (1980).
- Legitimating the Illegitimate: State, Markets, and Resistance in South Africa (1987)
- Middle Class Dreams: The Politics and Power of the New American Majority (1995)
- The Two Americas: Our Current Political Deadlock and How to Break It (2004) ISBN 0-312-31838-3
- Dispatches From The War Room: In The Trenches With Five Extraordinary Leaders (2009) ISBN 0-312-35152-6